# 洛斯特克里克鎮區 (密蘇里州韋恩縣)
洛斯特克里克鎮區（英語：Lost Creek Township）是位於美國密蘇里州韋恩縣的一個行政鎮區。

## 地方資料
洛斯特克里克鎮區的面積為209.28平方千米，當中陸地面積為194.43平方千米，而水域面積為14.85平方千米。根據2020年美國人口普查的數據，當地共有人口1732人，而人口密度為每平方千米8.28人。